# Heliophanus kenyaensis
Heliophanus kenyaensis este o specie de păianjeni din genul Heliophanus, familia Salticidae, descrisă de Wesolowska, 1986. Conform Catalogue of Life specia Heliophanus kenyaensis nu are subspecii cunoscute.